# بندر سالو
بندر سالو (به لاتین: Port-Salut) یک شهر ساحلی و بندر در هائیتی است که در Port-Salut Arrondissement واقع شده‌است. این منطقه پتانسیل بالایی برای درآمدزایی از صنعت گردشگری دارد.

## خصوصیات
بندر سالو ۱٬۹۱۱ نفر جمعیت دارد.